# جبل اخضر
جبل اخضر (به عربی: الجبل الأخضر) بلندترین نقطه  در کشور عمان و یکی از نقاط دیدنی این کشور به‌شمار می‌آید.
«جبل اخضر» در رشته‌کوه‌های بزرگ حجر واقع شده‌است. زنجیره کوه حجر از منطقه رؤوس الجبال مسندم شروع می‌شود و تا رأس الحد در اقصی جنوب شرقی امتداد دارد. رشته کوه حجر مانند قوسی بزرگ از شمال شرقی بلاد تا جنوب غربی بلاد ادامه یافته‌است.

## ارتفاع
ارتفاع جبل اخضر در حدود ۳۰۷۵ متر می‌باشد، اما ارتفاع قلهٔ این کوه به حدود ۹ هزار و ۹۰۰ قدم می‌رسد. در این کوه میوه‌های سردسیر و چشمه‌های گوناگونی در جریان است، دره‌های پر فراز و نشیبی در این کوه به وجود آمده‌است.

## آبشارها و چشمه‌ها
در قسمت بالای کوه منظره‌ای از آبشارها و چشمه‌های گوناگونی قابل مشاهده است. رودخانه آب شیرین وجود دارد که از جوی‌های جبل اخضر سرچشمه می‌گیرد.

## ساکنان جبل اخضر
بیشتر ساکنان منطقه جبل احضر از قبیله «بنی‌ریام» هستند. در حاشیه جبل اخضر برای کشاورزی مناسب است و باغ‌های مرکبات و مزارع نخیل زیادی در دامنه این کوه وجود دارد.
دشت‌های مرتفع، مانند قسمتی از ارتفاعات مناطق کوهستانی، دارای چراگاه‌های طبیعی و قابل کشت هستند.
جبل اخضر مرتفع‌ترین قسمت رشتهٔ کوه حجر را تشکیل می‌دهد.

## فهرست منابع و مآخذ
- سلطنة عمان، مسقط: وزارة الاعلام، ۱۹۹۲ میلادی تاریخ وارد شده در |سال= را بررسی کنید (کمک)
- السلطان:قابوس، البوسعید،  موسوعة  دلیل الأعلام: مسقط، چاپ اول، سال ۱۹۹۸ میلادی. (به عربی).
- الفارسی، سالم، بن محمد، (القلاع والحصون فی سلطنة عمان) چاپ ششم، قاهره: دارالعرب للطباعة والنشر والتوزیع، ۱۹۹۷ میلادی به (عربی).
- محمدیان، کوخردی، محمد، (عُمان حَضارَة وَتاریخ) چاپ دمشق: دارالهلال للطباعة والنشر والتوزیع، ۲۰۰۸ میلادی به (عربی).
- عمان فی عام ۱۹۸۶ (عام الحصاد والتراث) إصدار وزارة الإعللام، دارالعرب للطباعة والنشر والتوزیع، ۱۹۸۶ میلادی.
- لفتنانت کونیل، سیر آرنولد ویلسون،  «(تاریخ عمان والخلیج)»  ، انتشار سال ۱۹۸۸ میلادی.
- دکتر:ادوارد، هندرسون، “ (ذکریات عن دولة الإمارات و سلطنة عمان) “، چاپ موتیف آیت للنشر، مطبعة راشد، عجمان ۱۹۸۸ میلادی.